# Edward Doherty
Pour les articles homonymes, voir Doherty (homonymie).
Edward J. « Eddie » Doherty, né le 30 octobre 1890 à Chicago (Illinois) aux États-Unis et mort le 4 mai 1975 à Combermere (Ontario) au Canada, est un journaliste, un scénariste et un écrivain américain.

## Biographie
Eddie Doherty entre au petit-séminaire à 13 ans, mais renonce à l'orientation sacerdotale au cours de sa troisième année. À la même période, il retrouve Marie Ryan, une amie d'enfance, qui deviendra sa femme en 1914. Il travaille alors pour le Chicago Tribune. Sa femme meurt lors de l'épidémie de grippe de 1918, ce qui l'éloigne de la religion,.
Il rencontre un peu plus tard Mildred Frisby, et l'épouse en 1919. Ils vivent un moment à Tampico au Mexique, avant de s'installer à Los Angeles. Il devient le correspondant à Hollywood du Chicago Tribune, alors que sa femme écrit pour le New York Daily News. Ils déménagent à New York au début des années 1920,.
Il devient rédacteur pour le magazine Liberty, tout en continuant de participer occasionnellement à Collier's Weekly ou au Saturday Evening Post. Quelques années plus tard, ils partent s'installer avec leurs enfants à Beverly Hills. En 1939, Mildred se tue accidentellement lors d'une promenade. Le rédacteur en chef de Liberty lui demande alors d'écrire une autobiographie, qui paraîtra plus tard sous le titre Gall and Honey. Puis il envoie Eddie en Europe couvrir la Drôle de guerre.
À son retour en 1940, Liberty le charge d'un article sur Harlem, il y découvre une organisation catholique, la Maison de l'Amitié, dirigée par la baronne Catherine de Hueck, qu'il épouse en 1943,.
En 1947, Eddie et sa femme quittent les États-Unis et s’installent au Canada, en Ontario, où ils fondent une nouvelle association pour l'apostolat social, appelée Maison de la Madone.
Avec permission spéciale du Saint-Siège, Eddie passe de l'Église latine à l'Église grecque-catholique melkite, dans laquelle il est ordonné prêtre le 15 août 1969.

## Œuvres
- 1941 : Gall and Honey: The Story of a Newspaperman, Sheed & Ward
- 1954 : Strange Crimes at Sea: Twelve True and Startling Tales of Pirates, Mutineers, and Madmen, Thomas Y. Crowell Company
- 1976 : Psalms of a sinner, Abbey Press,  (ISBN 9780870290589)
- 1988 : Tumbleweed, Madonna House Publications,  (ISBN 9780921440123)
- 1990 : Splendor of Sorrow: For Sinners only, Madonna House Publications,  (ISBN 9780921440208)
- 1990 : Cricket in My Heart, Blue House
- 1993 : Wisdom's Fool: A Biography of St. Louis De Montfort, Madonna House Publications,  (ISBN 9780910984096)
- 1999 : Getting to Know God, Madonna House Publications,  (ISBN 9780921440475)
- 2001 : Matt Talbot, Madonna House Publications,  (ISBN 9780921440673)
- 2007 : A Nun with a Gun, Sister Stanislaus: A Biography, Kessinger Publishing,  (ISBN 9780548450871)
- A Hermit Without a Permit, Madonna House Publications,  (ISBN 0871930056)

## Filmographie
- 1944 : J'avais cinq fils de Lloyd Bacon
- 1935 : Rivaux de Raoul Walsh
- 1933 : The Past of Mary Holmes de Harlan Thompson et Slavko Vorkapich

## Nominations
- Oscars du cinéma 1945 : Oscar de la meilleure histoire originale pour J'avais cinq fils